# Turricule

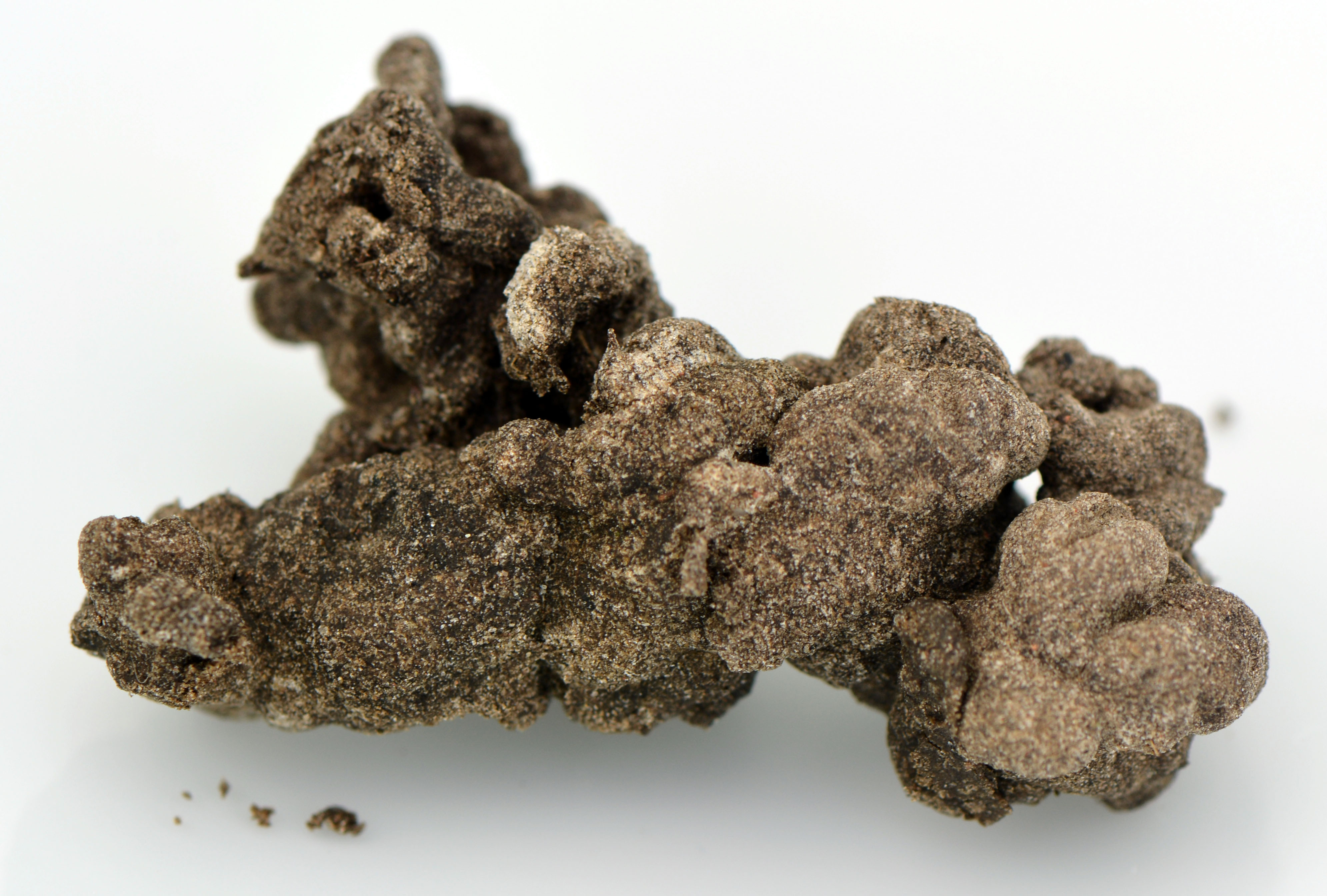
Morceau de turricule de Lombric (longueur : 1 cm environ)

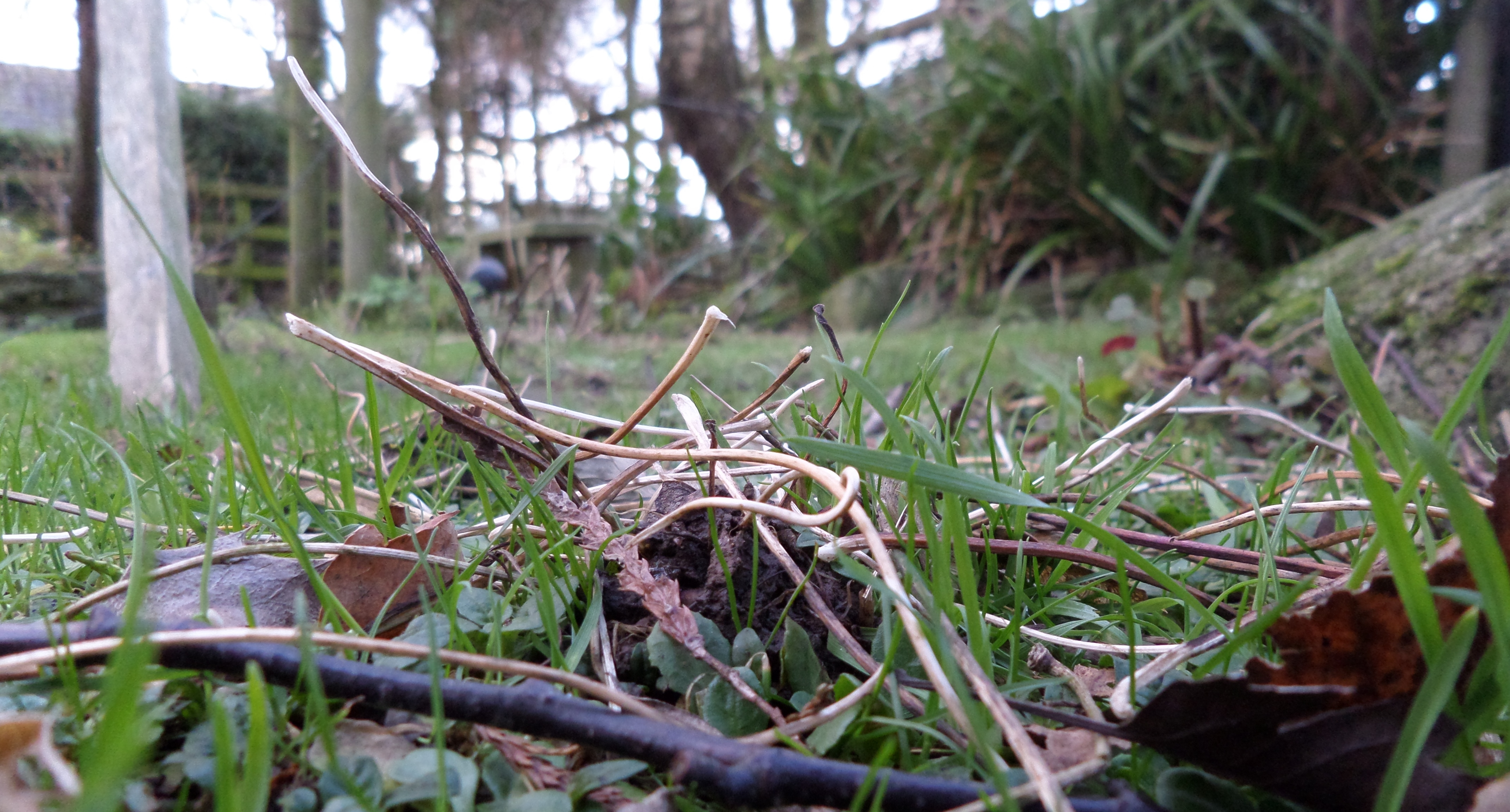
En allongeant son corps, sauf la queue restée accrochée au terrier, le lombric commun opère un mouvement péristaltique pour glisser à la recherche d'une prise alimentaire. La traction des débris végétaux, jusqu'à l'orifice de la galerie, entraîne l'accumulation de ces débris à l'entrée. Bloqués et plantés plus ou moins à la verticale à l'orifice, ils forment une petite « hutte » appelée cabane ou resserre.

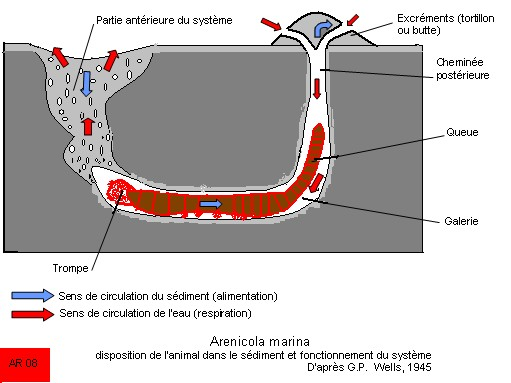
Schéma de disposition du ver arénicole dans le sédiment et fonctionnement du système. La profondeur est fortement réduite par rapport à la largeur.

Un turricule (« petite tour », du latin turris, « tour » et du suffixe diminutif -culus), parfois appelé tortillon, est le rejet des vers de terre anéciques ou des vers arénicoles marins visibles à la surface du sol (par opposition à d'autres déjections déposées sur les parois des galeries). Ces « biostructures », témoignent notamment de l'importance de la bioturbation verticale dans le substrat (saisonnière en climat froid et tempéré).

## Description
La taille des turricules varie de quelques millimètres à quelques centimètres et dépend de celle des espèces de lombrics. Parmi les déjections des lombriciens sont distingués les turricules globulaires (sous-unités coalescentes rendant l'ensemble stable) et des turricules granulaires (accumulation de petites boulettes fragiles).
L’entrée du tunnel est un petit entonnoir circulaire pas toujours visible et la sortie est recouverte d’un tortillon de sable.
La drilosphère est la fraction de la terre qui est passée par le tube digestif des vers de terre et qui constitue la paroi des galeries. L'épaisseur moyenne de la drilosphère est de 2 mm mais peut atteindre 5 à 10 mm autour des galeries de Lumbricus terrestris en forêt.

## Fonction
Les vers jouent un rôle important dans la structuration des sols car leurs galeries sont un mélange de matière organique et matière minérale. En brassant activement le sol les lombriciens exercent une importante activité de bioturbation, remontant dans leurs turricules des sels minéraux (phosphore notamment),, nutriments qui varient selon la nourriture des vers, qui peut être améliorée par des apports de feuilles, BRF, mulch, etc. Les turricules contiennent des bactéries sources d’auxine et de nitrates Ils contribuent aussi au cycle du carbone.
L'étude par fractionnement granulométrique des turricules comparés à la nature du sol au même endroit montre que « les vers
ingèrent préférentiellement des particules fines du sol ».
Les turricules riches en matières argilo-humiques et consolidés par un mucus sont très résistants à la solubilisation par l'eau.
Ainsi, en complément des galeries qui facilitent l'absorption de l'eau par le substrat, lors des fortes pluies selon Le Bayon (1999)« la rugosité créée par la présence des turricules ralentit la formation de la lame d'eau et favorise la percolation au détriment du ruissellement ». Dans divers types de milieux, dont en zone de savane, « diverses observations ont montré un effet positif des turricules sur la biomasse racinaire ainsi que sur la densité de certains groupes de macroinvertébrés ».
Dans les cultures de riz paddy les turricules se formant aux pieds des plants de riz améliorent leur productivité.
Certaines graines ne germent qu'après être passées dans le tube digestif d'un ver de terre, lequel les dépose en surface dans le turricule particulièrement riche en nutriments pour la plante.

## Jardins

### Formation
Selon les sols, le climat et les espèces de lombrics, on estime entre 40 et 120 tonnes de turricules qui sont excrétées par an et par hectare, autrement dit toute la terre d'un jardin ou d'un champ passe dans le tube digestif des lombrics en une cinquantaine d'années.
Les turricules sont fréquemment rencontrés à la surface du sol, notamment au printemps et à l'automne sur les pelouses. Au printemps, s'ils sont trop abondants, ils peuvent être étalés avec un râteau à gazon avant la première tonte. Cela évitera de former un mélange gazon humide - terre grasse qui colmate le carter de la tondeuse. Cependant, les tortillons disparaissent assez vite au printemps après la reprise de la végétation sous l'alternance de la pluie et des phases de sécheresse.
En séchant les tortillons et les crottes déposées dans les galeries par les lombrics forment une structure grumeleuse, véritable couscous de terre, facilitant le développement racinaire.

### Composition
Les turricules concentrent l'humus et les sels minéraux directement assimilables par rapport à la matière environnante ; par exemple ils contiennent quatre fois plus d'azote, sept fois plus de phosphore, 11 fois plus de potasse, trois fois plus de magnésium, deux fois plus de calcium. Du fait du passage de la terre dans le tube digestif du ver de terre, les tortillons sont enrichis en bactéries qui rendent les nutriments immédiatement disponibles pour les racines des plantes avoisinantes, qui s'y approvisionnent en priorité. Les tortillons sont un concentré d'engrais naturel prêt à l'emploi. De fait, certains jardiniers les récupèrent pour nourrir les plantes en pot.

## Terrains de sports

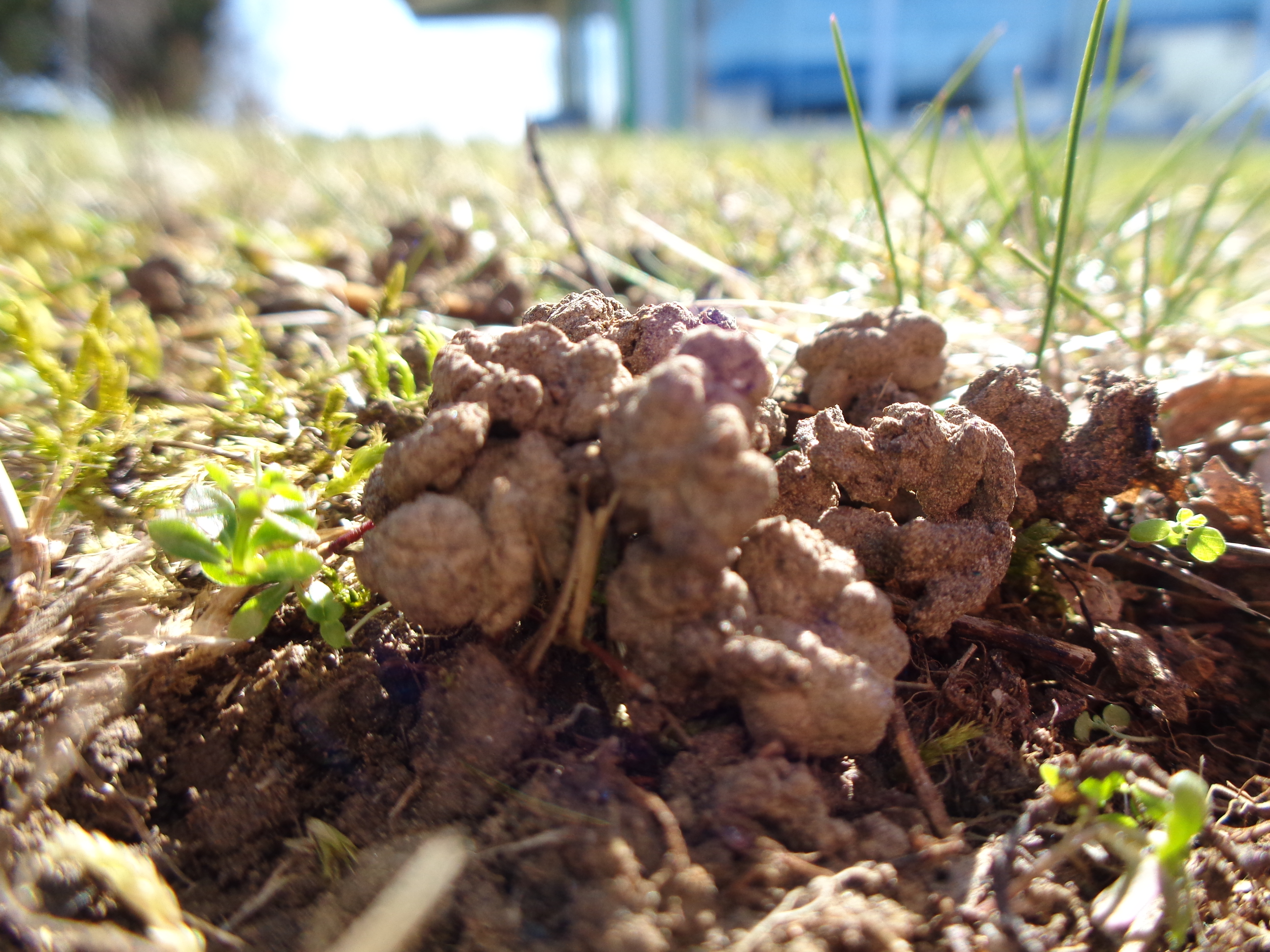
Turricule de ver de terre sur surface en gazon naturel.

Sur les terrains de sports, les turricules de vers de terre sont indésirables : ils étouffent le gazon et l'asphyxient (car les joueurs les écrasent en marchant dessus), rendent les sols argileux plus collants et glissant ; le terrain est moins esthétique et devient moins plat.
La solution n'est pas d'éliminer les vers de terre (très utiles pour aérer le sol), car les produits chimiques sont nocifs pour le sol et pour l'environnement. Il existe des machines qui détruisent les turricules, mais également des solutions préventives ou curatives.
- En préventif, aérer fréquemment le sol en profondeur diminue ou supprime l'apparition de ces turricules en surface (plus le sol est tassé, plus il y aura de turricules). L'idéal est d'effectuer une aération par perforation rotative.
- En curatif, une solution mécanique (peigne à gazon par exemple) sera efficace en conditions humides (au moment où les vers de terre travaillent).

## Sols pollués
Dans les sols pollués (y compris par un apport de boues d'épuration riches en métaux lourds et indésirables), les lombriciens peuvent remonter en surface (via leurs turricules, des quantités significatives d'éléments traces métalliques indésirables et/ou écotoxiques.

## Galerie

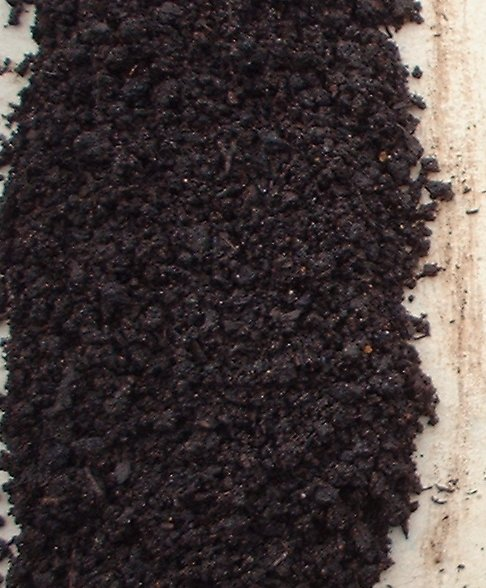
Turricules fraîchement récoltés formant un vermicompost.
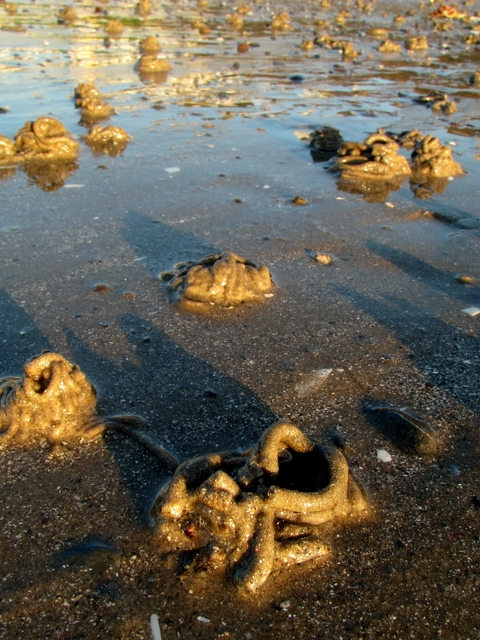
Turricules sur le sable des plages à marée basse.
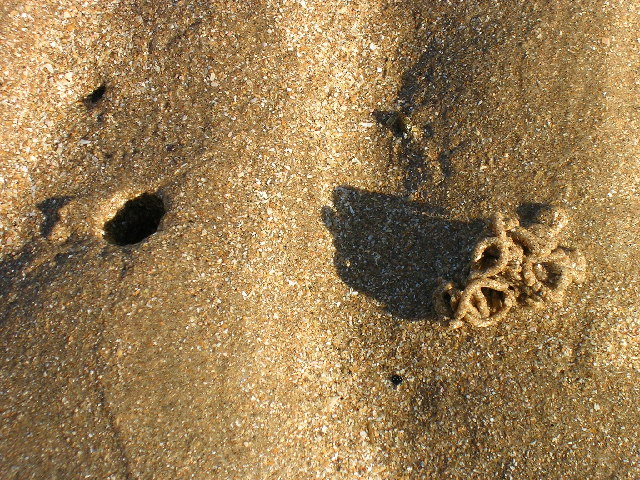
Turricule avec l'entrée du tunnel à gauche et la sortie à droite.